# Leucania ankaratra
Leucania ankaratra là một loài bướm đêm trong họ Noctuidae.